# Meister der Clarissentafel

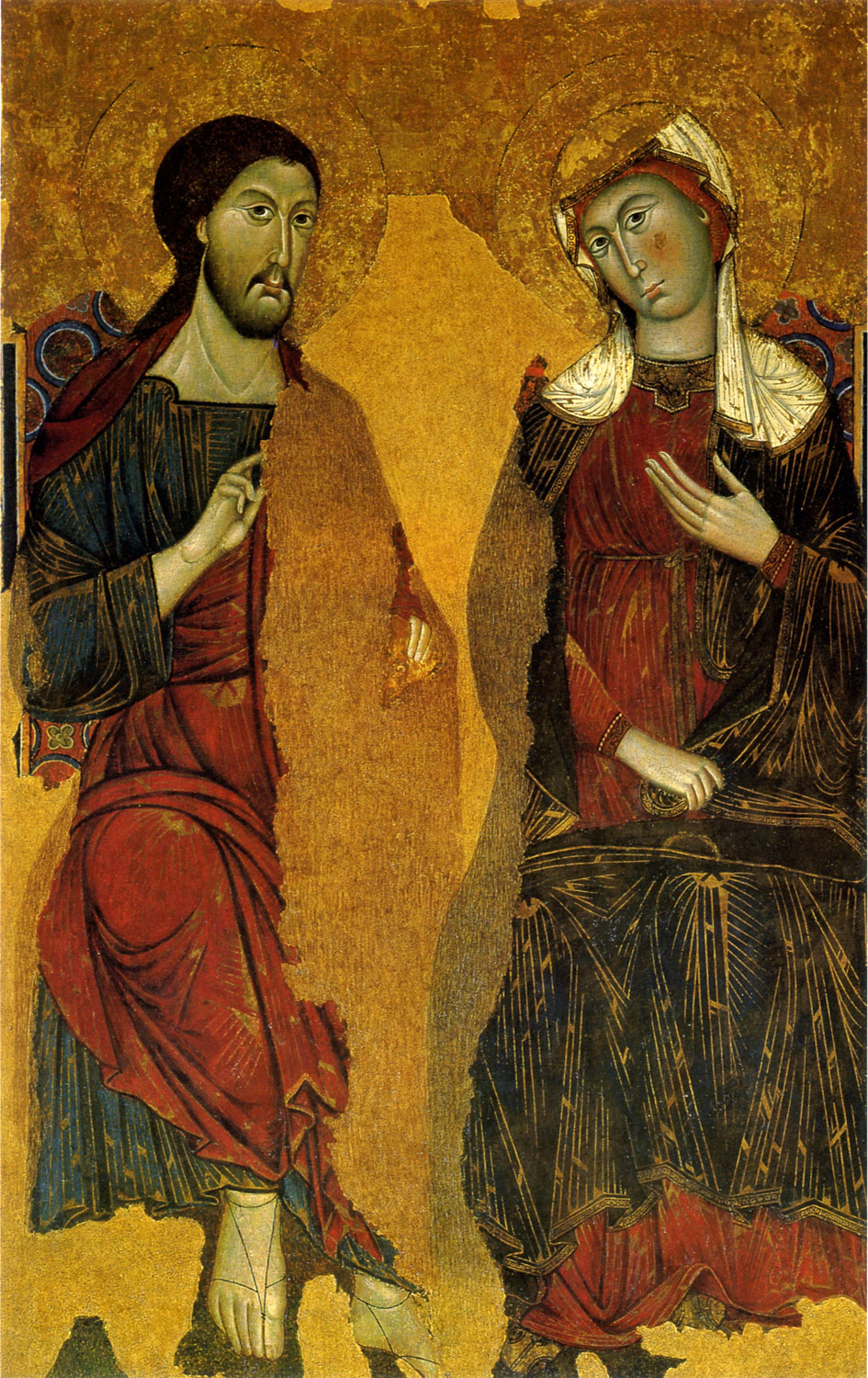
Meister der Clarissentafel (Rinaldo da Siena?): Thronende Madonna mit Christus. Siena, um 1275

Als Meister der Clarissentafel (englisch Master of the Clarisse Panel) wird ein namentlich nicht bekannter Maler bezeichnet, der nach 1275 in Siena tätig war.

## Namensgebung
Der Meister der Clarissentafel erhielt seinen Notnamen nach dem von ihm gemalten Bild der thronenden Madonna mit Christus, das sich in der Chiesa delle Clarisse, der Kirche des Klarissenkonvents in Siena, befindet. Eventuell könnte der Meister der Clarissentafel mit Rinaldo da Siena identisch sein.

## Malstil
Der Meister der Clarissentafel folgt noch der Tradition der von der byzantinischen Ikonenmalerei beeinflussten Malkunst des 13. Jahrhunderts in Italien. Er steht in der Nachfolge von Guido da Siena, der als einer der Hauptmeister der sienesischen Malerei der zweiten Hälfte des 13. Jahrhunderts gilt und es wäre denkbar, dass der Meister der Clarissentafel in dessen Werkstatt in Siena tätig war.  Wie bei Guido da Siena ist auch beim Meister der Clarissentafel eine Verwandtschaft zu den Werken des florentinischen Malers Coppo di Marcovaldo zu sehen, der nach dem Sieg Sienas über Florenz 1260 vermutlich in sienesische Gefangenschaft geraten war und in Siena mehrere Madonnenbilder malte. Der Meister der Clarissentafel malt wie Coppo seine Figuren in Haltung und Farbgebung wie aus der byzantinischen Malerei bekannt, wie Coppo löst er sich aber von einer starren und formelhaften Darstellung der Madonna oder des Christus hin zu lebendiger Bewegung der Figuren und gibt ihrer Kleidung realistischen Faltenwurf. Solchen heftigen Faltenwurf hatte auch Coppo in seiner Zeit in Siena benutzt.

## Werke (Auswahl)
Neben dem namensgebenden Bild in der Kirche des Klarissenkonvents in Siena wird dem Meister der Clarissentafel beispielsweise eine Madonna mit Kind zugeschrieben, die zwischen 1265 und 1275 entstand und die heute in der National Gallery in London ausgestellt ist. Des Weiteren findet sich eine Madonna mit Kind im Brooks Museum of Art in Memphis in Tennessee. Auch einige Fresken, die im Jahr 2003 in der Kathedrale von Siena entdeckt wurden, sollen vom Meister der Clarissentafel stammen.